# الغنطو
الغنطو (به عربی: الغنطو) یک روستا در سوریه است که در حمص واقع شده‌است.

## خصوصیات
الغنطو ۹٬۴۱۲ نفر جمعیت دارد.